# اس‌ای‌ام اینترکانتیننتال
اس‌ای‌ام اینترکانتیننتال (به انگلیسی: SAM Intercontinental) یک شرکت هواپیمایی است که در تاریخ ۲۰۰۸ میلادی تأسیس شده است. دفتر مرکزی اس‌ای‌ام اینترکانتیننتال در باماکو، مالی واقع شده‌است و قطب این شرکت هواپیمایی در فرودگاه بین‌المللی باماکو-سانوو قرار دارد.